# Cephalocoema multispinosa
Cephalocoema multispinosa är en insektsart som beskrevs av Brunner von Wattenwyl 1890. Cephalocoema multispinosa ingår i släktet Cephalocoema och familjen Proscopiidae. Inga underarter finns listade i Catalogue of Life.